# 682-es főút (Magyarország)
A 682-as számú főút egy közel hat kilométer hosszú, három számjegyű országos főút Somogy vármegyében. Korábban a 68-as főút része volt, annak Marcalin átvezető szakaszaként, amióta forgalomba helyezték a 68-as elkerülő szakaszát, azóta önállóan számozódik.

## Nyomvonala
A 68-as főútból ágazik ki, annak 78,650-es kilométerszelvénye táján, Marcali déli külterületén, nem messze attól a ponttól, ahol a 68-as új, a várost elkerülő szakaszának nyomvonala elválik a régi nyomvonaltól. Északnyugati irányban indul, de csak addig követi ezt az irányt, amíg – nagyjából 100 méter megtételét követően – el nem éri a 68-as eredeti nyomvonalát, onnan azt követve húzódik észak felé.
Bő 600 méter után éri el a város belterületének déli szélét, ott Szigetvári utca néven húzódik a központig. Pár méterrel a második kilométere előtt egy elágazáshoz ér: nyugat felé a 6805-ös út indul innen, a 682-es pedig kelet felé folytatódik, Széchenyi utca néven. Ezt az irányt csak mintegy 400 méteren át követi: még a 2,400-as kilométerszelvénye előtt újból északnak kanyarodik, kelet felé innen tovább a 67 306-os út folytatódik a város autóbusz-állomásáig és Marcali vasútállomásig.
Innen a neve Rákóczi Ferenc utca, és hamarosan újabb elágazáshoz ér: 2,8 kilométer után beletorkollik kelet felől a 6704-es út, mintegy 20 kilométer megtételét követően. 3,5 kilométer után átlép az út Nagygomba városrészbe, ott a Noszlopy Gáspár utca nevet veszi fel, 4,5 kilométer után pedig már Kisgomba területén halad, változatlan néven. 5,5 kilométer után lép ki a város lakott területéről és nem sokkal ezután visszacsatlakozik a várost elkerülő nyomvonalhoz; a 68-as főút kilométer-számozása ott 84+1800-nál tart.
Teljes hossza, az országos közutak térképes nyilvántartását szolgáló kira.gov.hu adatbázisa szerint 5,855 kilométer.

## Története
2014 előtt a 68-as főút Marcali belvárosán keresztül húzódott, abban az évben, december 29-én adták át a főút keleti elkerülő szakaszát. Onnantól kezdve a 68-as számozást az új szakasz viseli, a városon áthúzódó régi nyomvonal ezt követően kapott önálló, három számjegyű besorolást és a 682-es számozást. A régi és az új nyomvonal mindkét találkozási ponton „T” csomóponttal csatlakozik egymáshoz.
A kira.kozut.hu adatbázisából 2024 decemberi állapot szerint kiolvasható információk alapján úgy tűnik, hogy már csak önkormányzati útnak minősül.